# Río Tittabawassee

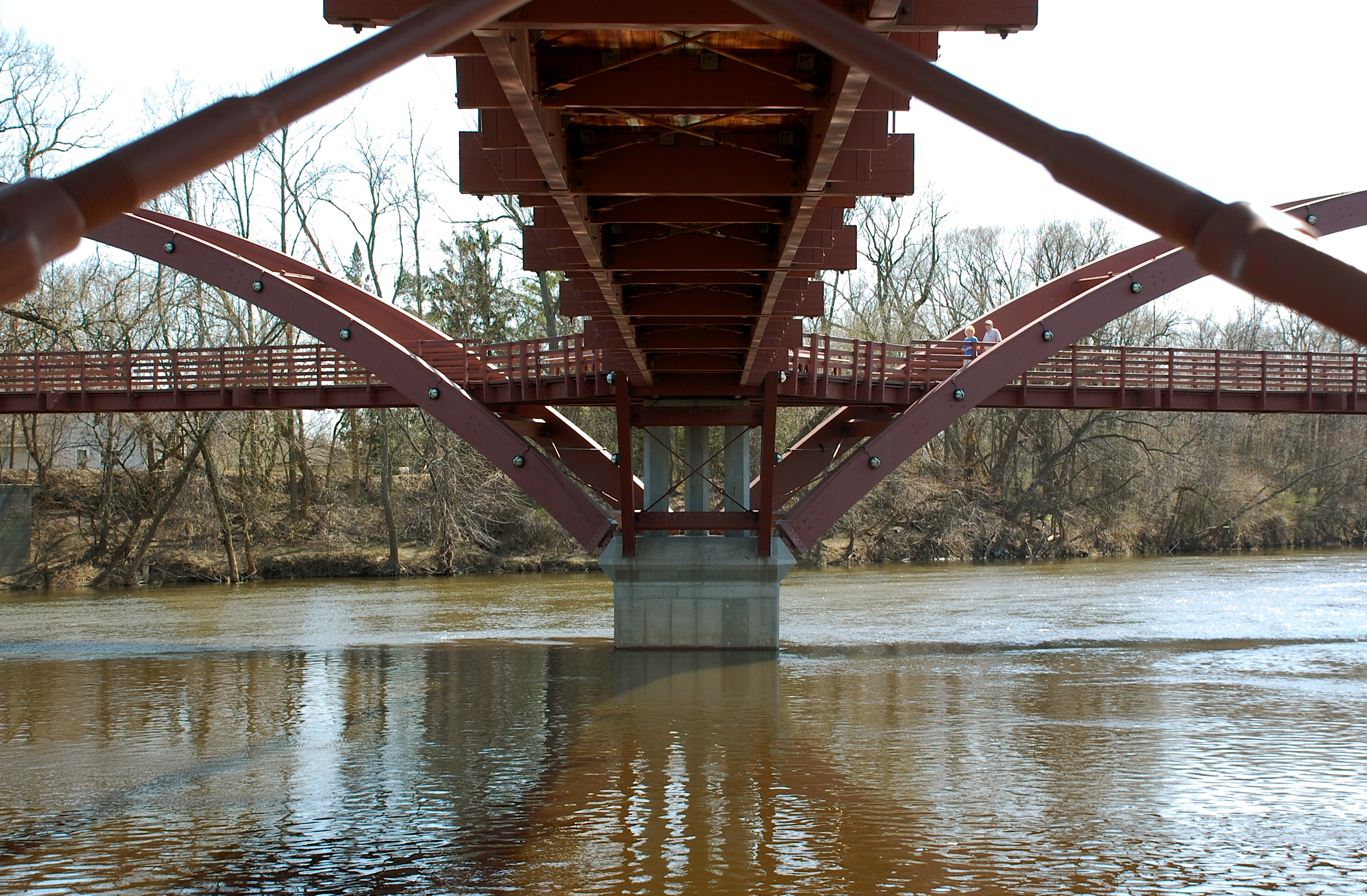
El Tridge es una pasarela de tres vías en la confluencia de los ríos Tittabawassee y Chippewa.

El río Tittabawassee fluye en una dirección generalmente del sudeste a través de la península inferior del estado estadounidense de Michigan. El río comienza en Secord Lake en el municipio de Clement, en la confluencia de East Branch y Middle Branch. Desde allí fluye a través de los condados de Gladwin, Midland y Saginaw donde, como afluente principal del río Saginaw, desemboca en Saginaw. Sus afluentes incluyen los ríos Chippewa, Pine, Molasses, Sugar y Tobacco.
Las comunidades significativas en o cerca del río Tittabawassee incluyen Saginaw, Midland y Sanford. En Edenville, el río fue confiscado por la represa hidroeléctrica de Edenville para crear el lago Wixom. También fue incautado por una presa hidroeléctrica en Sanford para crear el lago Sanford. En el condado de Saginaw, el río fluye a través del municipio de Tittabawassee, que lleva el nombre del río y contiene la comunidad no incorporada de Freeland.
El río principal tiene 72.4 millas (116.5 km) de largo y drena un área de 2471 millas cuadradas (6400 km²).

## Inundaciones
El 19 de mayo de 2020, la presa de Edenville falló, seguida de la represa de Sanford río abajo y un dique que se rompió en Poseyville, lo que provocó grandes inundaciones en el condado de Midland. Se evacuó a 10 000 personas, entre ellas una casa para personas mayores y algunos pacientes del hospital. Dos refugios de emergencia tuvieron que ser reubicados debido a inundaciones y pérdidas de energía eléctrica. El agua de inundación ingresó a la planta Dow Chemical, forzando su cierre y mezclándose con sus estanques de contención, lo que generó preocupación por la contaminación. Al día siguiente, se pronosticaba que los niveles de agua alcanzarían los 38 pies: cuatro pies más que la inundación de 1986. Se trajeron unidades de la Guardia Nacional y un equipo de FEMA para ayudar.